# François-Étienne de La Roche
Pour les articles homonymes, voir La Roche.
François-Étienne de La Roche (ou Delaroche) est un médecin et un  naturaliste genevois, né la 9 décembre 1781 à Genève et mort le 23 décembre 1813 à Paris.

## Biographie
Fils de Marie Castanet et de Daniel de La Roche (1743-1812), médecin de Genève formé à Édimbourg et ami de Louis Odier (1748-1817) qui, après avoir exercé pendant quelques années à Genève, s’était installé à Paris comme médecin du duc d’Orléans, puis comme médecin à la maison de santé du faubourg Saint-Martin, La Roche passe sa thèse de médecine à la Faculté de médecine de Paris en 1806 sur les « Expériences sur les effets qu’une forte chaleur produit dans l’économie animale ».
Médecin à l’hôpital Necker, il est surtout connu pour ses travaux sur la chaleur spécifique des gaz, effectués conjointement avec Jacques Étienne Bérard, et qui reçut en 1812 le grand prix de physique de l’Académie des Sciences de Paris.
On  lui doit également des travaux de zoologie sur les poissons, en particulier des Observations sur des poissons recueillis dans un voyage aux îles Baléares (1809), des Observations sur quelques poissons indiqués dans le précédent tableau et descriptions des espèces nouvelles ou peu connues (1809) et des Observations sur la vessie aérienne des poissons.
Il est inhumé au cimetière du Père-Lachaise (25e division).